# Eugene Palmer
Eugene Palmer (ur. 4 kwietnia 1939 w Nowym Jorku) – amerykański zbieg oskarżony o morderstwo synowej przy użyciu broni palnej i ucieczkę w celu uniknięcia odpowiedzialności karnej, 523. osoba umieszczona na liście 10 Najbardziej Poszukiwanych Zbiegów Federalnego Biura Śledczego.

## Morderstwo
Śledztwo wykazało, że 24 września 2012 roku Eugene Palmer zamordował swoją synową Tammy Palmer w Stony Point w stanie Nowy Jork. Miał ukryć się w pobliskim lesie i zaczaić na synową. Gdy Tammy Palmer odprowadziła swoje dzieci na przystanek autobusowy, Eugene Palmer zaatakował ją przed jej domem przy ulicy Willow Grove Road. Wystrzelił z broni trzy razy. Kobieta próbowała uniknąć strzałów. Ostatni z nich śmiertelnie zranił ją w pierś. Wtedy jedna z sąsiadek zadzwoniła na telefon alarmowy i zgłosiła wystrzał, po którym usłyszała krzyk, potem jeszcze jeden wystrzał, ponownie krzyk, i jeszcze jeden wystrzał. Morderca miał opuścić miejsce zbrodni pick-upem, który później został znaleziony przy parku Harriman State Park w hrabstwie Rockland. Prokurator dystryktowy oskarżył Palmera o morderstwo drugiego stopnia i zawiadomił Federalne Biuro Śledcze, że Palmer uciekł po dokonaniu morderstwa. Śledczy podejrzewali, że opuścił stan Nowy Jork.
28 maja 2019 został dodany do listy 10 Najbardziej Poszukiwanych Zbiegów. Był 523. i najstarszą osobą kiedykolwiek dodaną do listy. 20 lipca 2022 został z niej wykreślony i zastąpiony przez Omara Alexandra Cardenasa.